# Делла Порта, Гульельмо
Гульельмо делла Порта (итал. Guglielmo Della Porta, 1515, (Порлецца, Комо, — 6 января 1577, Рим) — итальянский архитектор и скульптор периода позднего итальянского Возрождения и маньеризма.

## Биография
Делла Порта родился в зажиточной семье из Генуи, он был сыном скульптора Джованни Джакомо делла Порта, но не его племянником, как следует из книги Дж. Вазари, что подтверждается вновь открытыми документами. Он был также правнуком Антонио по имени Таманьино и троюродным братом Джованни Баттиста и Томмазо иль Джоване. У него была сестра, Марта, которая вышла замуж за скульптора Никколо Лонги.
Гульельмо делла Порта обучался скульптуре в мастерской своего отца Джованни Джакомо в Милане, который привлёк юношу к работе над статуями для Капеллы Чибо (надгробия Джулиано Чибо, епископа Агридженто) в кафедральном соборе Сан-Лоренцо (Святого Лаврентия) в Генуе (Duomo di Genova) (совместно с Джованни Джакомо и Никколо да Корте, 1532—1534). До этого, около 1528 года, Гульельмо работал в Генуе, а около 1537 года переехал в Рим, где познакомился с живописцем Себастьяно дель Пьомбо. Тот рекомендовал его Микеланджело, который привлёк молодого скульптора к работам в Палаццо Фарнезе.
Из произведений, созданных художником в Риме, чаще упоминаются надгробные памятники и портретные бюсты, наиболее значительными из которых являются бюсты Папы Павла III; три из них, все из мрамора, хранятся в музее Каподимонте в Неаполе (1544—1547).
В 1555 году Гульельмо начал работу над надгробием папы Павла III в Соборе Святого Петра. Четыре большие статуи, в которых заметно влияние Микеланджело, символизируют достоинства понтификата Павла III: Благоразумие, Справедливость, Изобилие и Мир. Скульптурная композиция была завершена в 1575 году. Согласно указу папы Климента VIII от 1593 года о цензуре произведений искусства в храмах, скульптуры были «одеты», что вызвало гнев членов семьи Павла III, князей Фарнезе, и насмешки горожан.
Скульптор изучал древнеримские рельефы, саркофаги и надгробные стелы. Он сам изготавливал из бронзы небольшие рельефы, в подражание античным, плакетки, Распятия из золота и серебра, статуэтки, канделябры.
Гульельмо делла Порта считал себя не только скульптором, но и архитектором: в его альбомах 60 из примерно 200 рисунков — это идеи (планы и фасады) архитектурных сооружений. В 1571 году Гульельмо работал над проектом и руководил строительством нового здания больничного приюта церкви Святой Троицы в Риме. В мае 1571 года он разработал проект нового акведука, а также новых фонтанов, созданных Джакомо делла Порта; проектировал и осуществлял достройки Палаццо Фарнезе.
Гульельмо с 1558 года жил в Риме на улице Виа Джулия. Он содержал дом в Порлецце, где в 1556 году построил капеллу, сохранившуюся до настоящего времени. В декабре 1548 года он был избран членом «Папской академии изящных искусств и словесности виртуозов Пантеона» (итал. Pontificia Insigne Accademia di Belle Arti e Letteratura dei Virtuosi al Pantheon) (итальянское слово virtuoso означает «добродетельный, доблестный, честный»).
Гульельмо делла Порта скончался в Риме после тяжёлой болезни 6 января 1577 года.

## Галерея

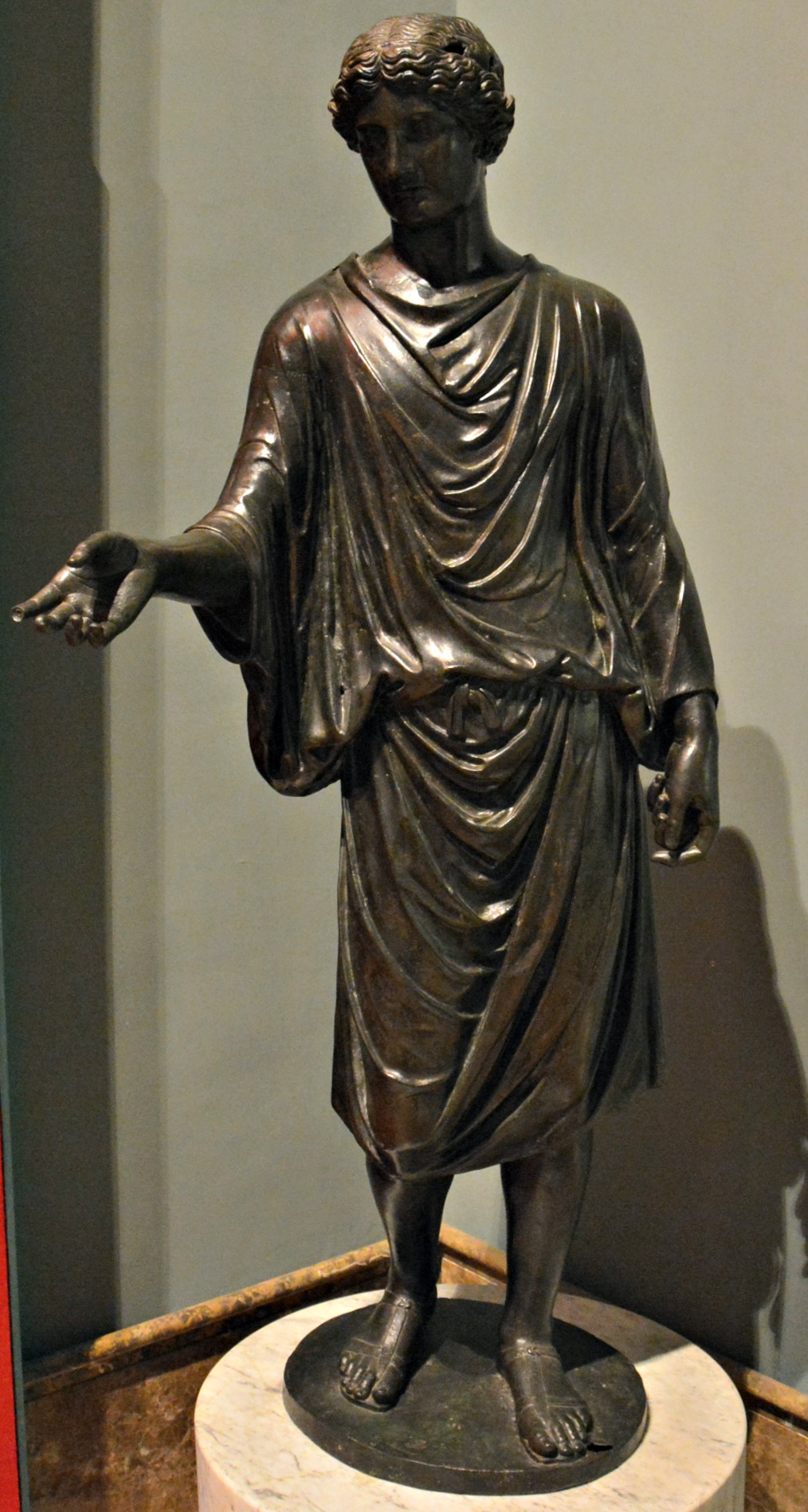
Камилл. Бронза. Неаполь, Музей Каподимонте
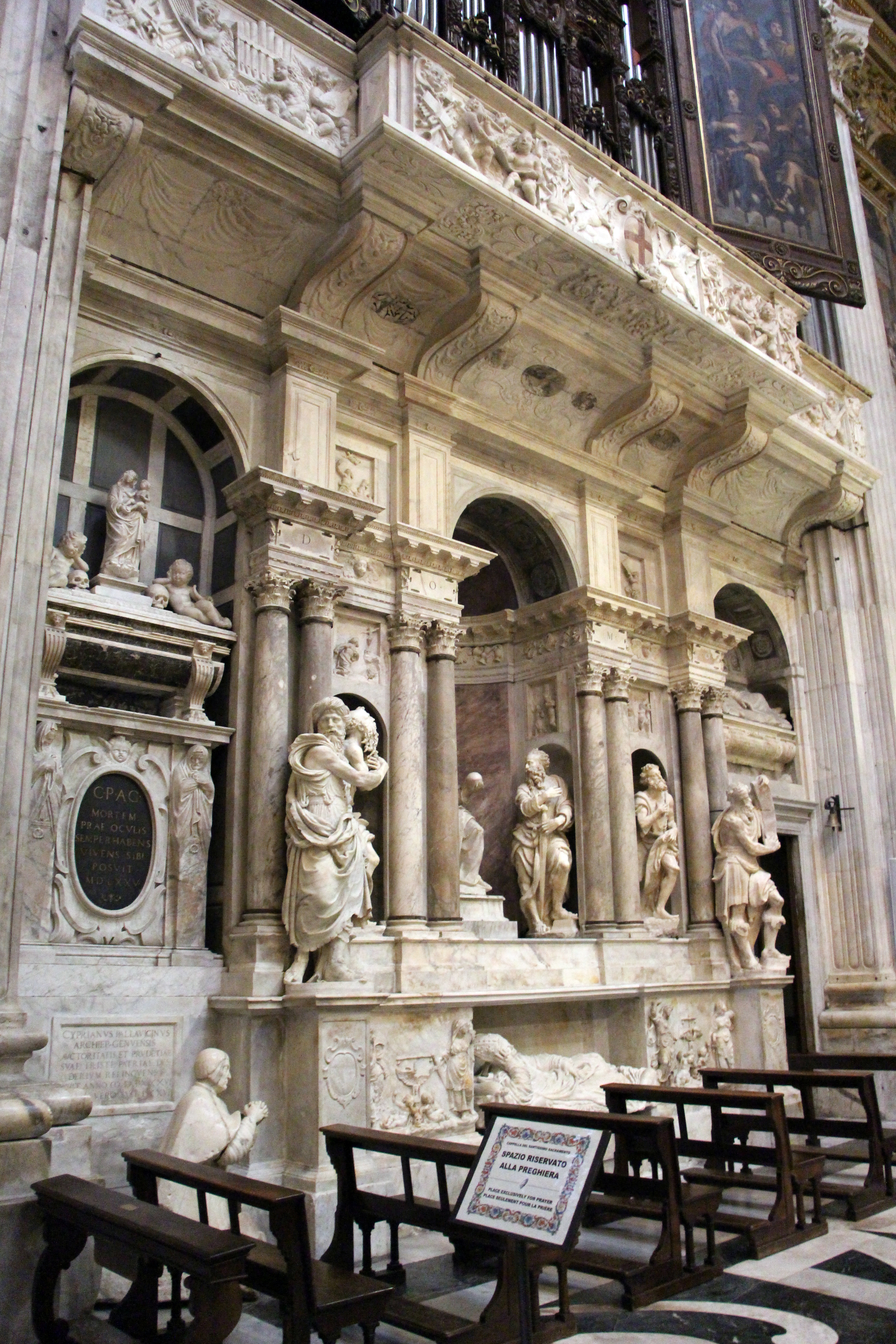
Капелла Чибо в Соборе Сан-Лоренцо в Генуе. 1532—1534
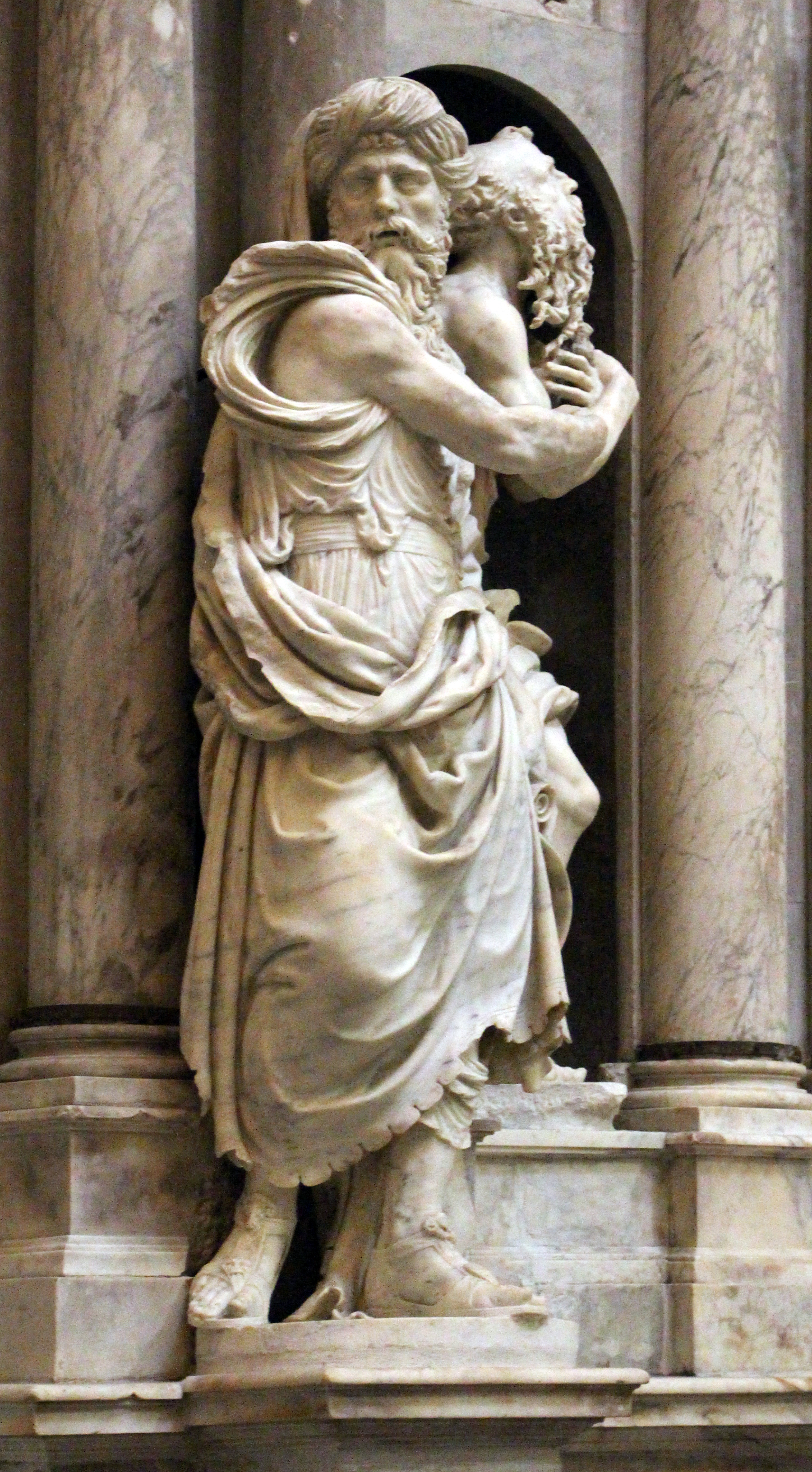
Статуя капеллы. Гульельмо делла Порта и Никколо да Корте
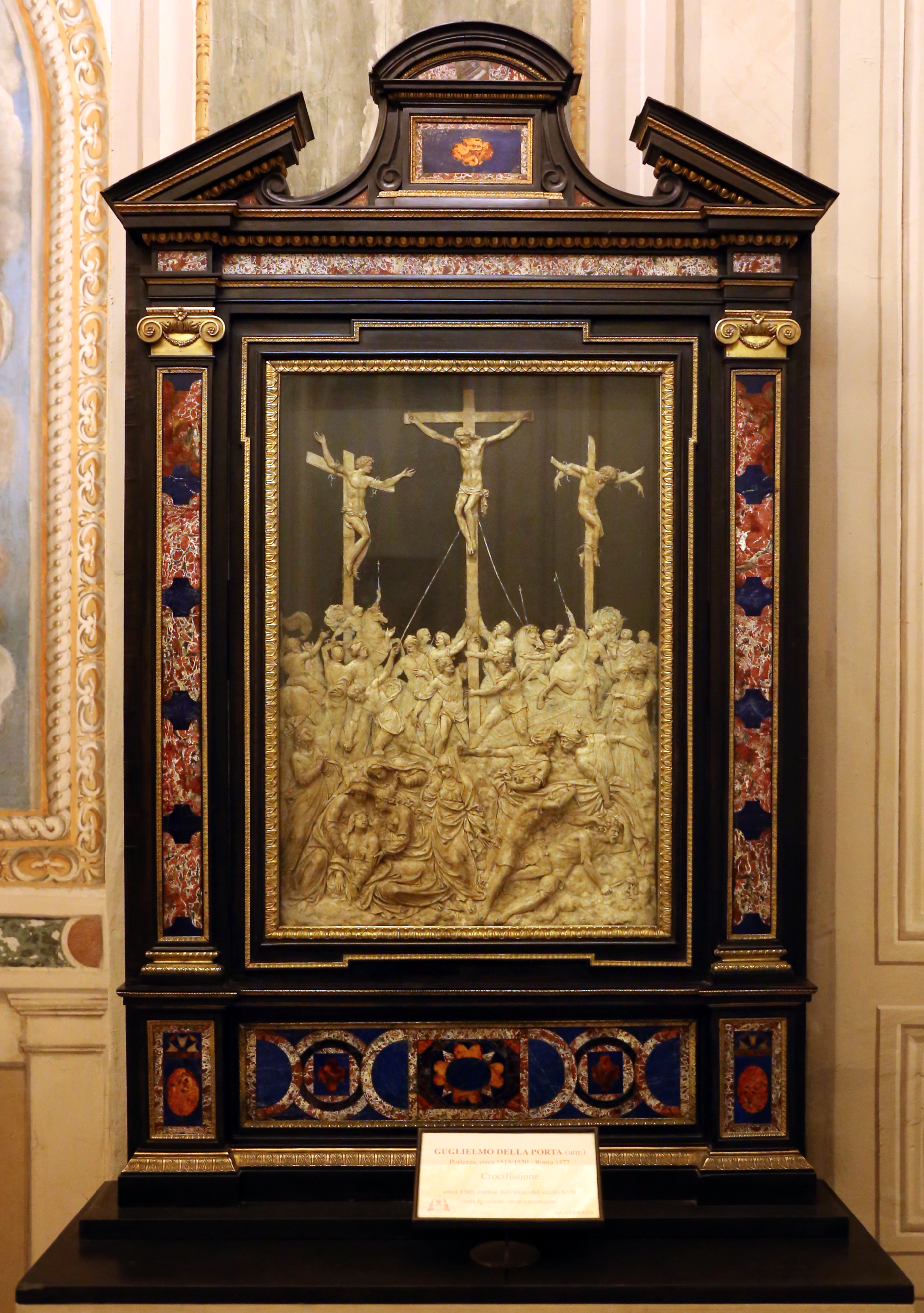
Распятие. 1565. Рим, галерея Боргезе
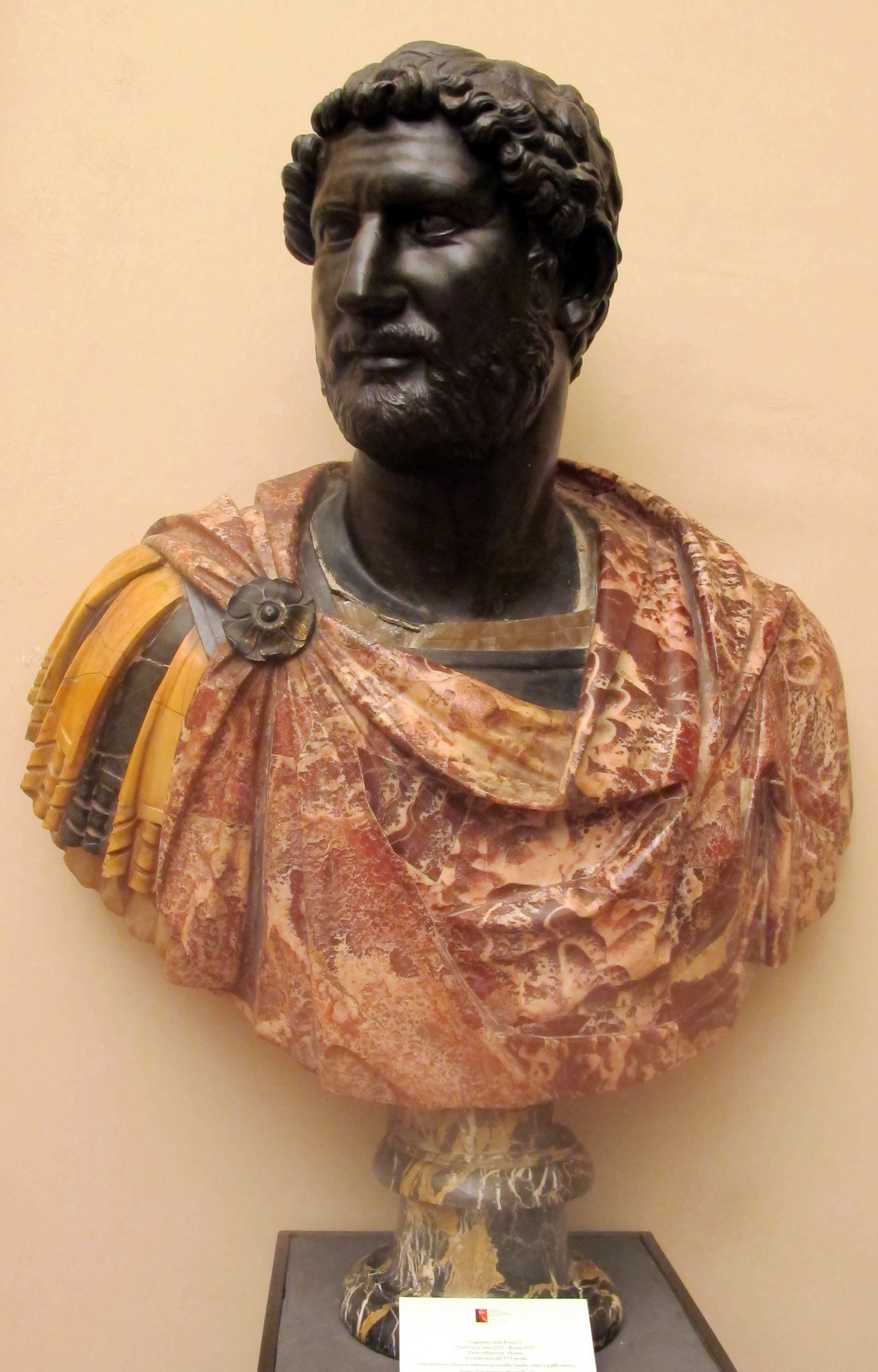
Бюст императора Адриана. 1550-1600. Ватиканские музеи
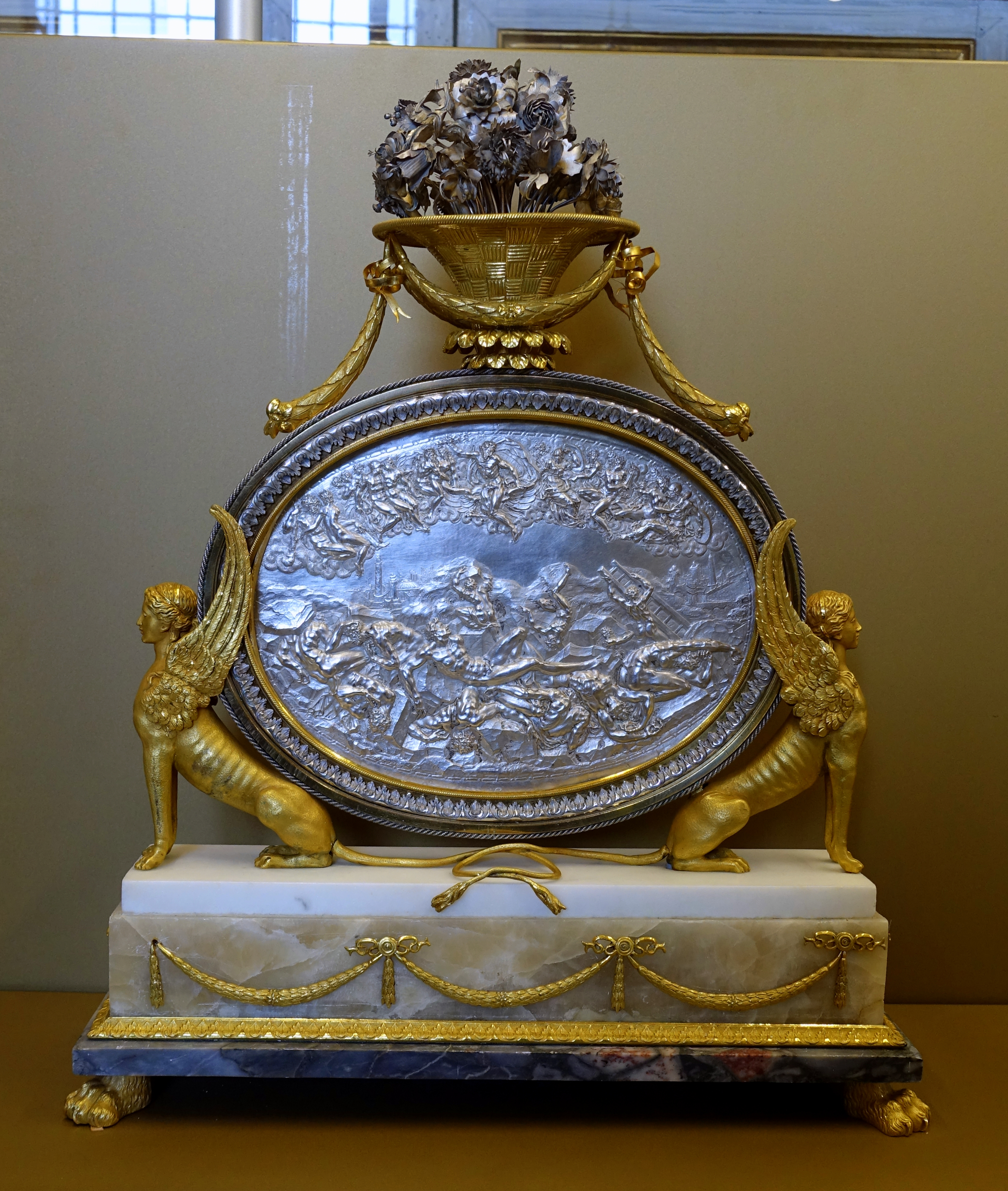
Юпитер, поражающий гигантов. Гульельмо делла Порта и Якоб Корнелис Кобарт (?). 1570-1575. Ватиканские музеи